# Мйончин-Стаця
Мйончин-Стаця (пол. Miączyn-Stacja) — село в Польщі, у гміні Мячин Замойського повіту Люблінського воєводства.